# Hoplodoris hansrosaorum
Hoplodoris hansrosaorum is een slakkensoort uit de familie van de Discodorididae. De wetenschappelijke naam van de soort is voor het eerst geldig gepubliceerd in 2006 door Dominguez, Garcia & Troncoso.